# 賴漢卿
賴漢卿（1934年12月5日—2018年7月16日），台灣嘉義縣人，國立清華大學理學院終身榮譽講座教授，名列中國數學家名人錄，畢生致力數學硏究與教學，著有超過百餘篇有份量而且有他真正親自參與的論文，得過兩次中山學術獎、金鼎獎、教育部學術獎等。

## 簡歷
從1967年開始，賴漢卿著有專業論文百餘篇。曾獲傑出教學獎、兩次中山學術獎、金鼎獎、徐氏科學獎、台灣教育部學術獎。在台灣數學界是一位頗有貢獻的數學家。他曾任國立清華大學講師、副教授、教授、系主任暨研究所所長、國立新加坡大學訪問教授（三個月）、日本北海道大學與新潟大學訪問教授（共一年）、美國愛荷華州立大學正教授（一年）、南非共和國開普敦大學講座教授（兩年半）、中華民國數學會理事、常務理事、理事長及監事等職務。
賴漢卿是台灣近代應用分析學少數先驅者之一，專長泛函分析、應用分析——最佳化、數學規劃、控制與最佳控制等，特別在調和分析的Ap(G)代數及其乘算子及集合函數的最佳化理論等方面，均有深入系統的研究，在國際分析學享有頗佳盛名。

## 外部連結
- . 中央研究院_數學傳播.